# Tat'jana Sevrjukova
Tat'jana Nikitična Sevrjukova (in russo Татья́на Ники́тична Севрюко́ва?; Tashkent, 30 giugno 1917 – 1981) è stata una pesista sovietica.

## Palmarès

### Europei
- 1 medaglia:
  - 1 oro (Oslo 1946 nel getto del peso)